# Жмаченко Пилип Феодосійович
Пили́п Феодо́сійович Жмаче́нко (14 (26) листопада 1895 — 19 червня 1966) — радянський військовик, Герой Радянського Союзу (1943). У роки німецько-радянської війни з лютого по травень 1942 р. командувач 3-ї армії, з вересня 1943 р. очолював 47-му армію Воронезького фронту, пізніше, з жовтня 1943 р. і до кінця війни командувач 40-ї армії 1-го і 2-го Українських фронтів. Генерал-полковник (з травня 1945 року).

## Життєпис
Народився 14 (26 листопада) 1895 року в селі Могильному (нині село Поліське Коростенського району Житомирської області) в селянській родині. Українець. У 1906 році закінчив сільську школу. Працював ремонтним робітником на залізниці.

### Військова кар'єра
У листопаді 1915 року призваний на військову службу в Російську імператорську армію. Учасник Першої світової війни, воював понтонером на Південно-Західному фронті.
З листопада 1917 року в Червоній гвардії. Член РСДРП з 1917 року. У Червоній Армії з 1918 року. Учасник Громадянської війни, практично всю війну воював в Україні проти німців, гайдамаків, петлюрівців, денікінців, польських армій, махновців. Командував взводом і ротою, довго воював у складі 1-ї Української Радянської дивізії М. О. Щорса. Був важко поранений.
У 1922 році закінчив Харківські курси військових комісарів, в 1923 році — Вищу тактичну школу, а в 1926 році — Стрілецько-тактичні курси удосконалення комскладу РСЧА «Постріл» імені Комінтерну.
З 1923 по 1925 рік — воєнком полку, помічник начальника школи червоних старшин по політчастині. З 1926 року — помічник командира полку, потім командир і комісар полку. У 1937 року призначений командиром і воєнкомом 92-ї стрілецької дивізії 39-го стрілецького корпусу Приморської групи військ Особливої Червонопрапорної Далекосхідної армії (ОЧДСА) Далекосхідного краю. У 1938 році був заарештований за безпідставним звинуваченням, кілька місяців перебував в ув'язненні. Звільнений через відсутність провини і призначений начальником відділу бойової підготовки штабу Харківського військового округу. У березні 1941 року Жмаченко призначений командиром 67-го стрілецького корпусу, дислокованого під Полтавою.

#### Німецько-радянська війна
Учасник німецько-радянської війни в званні «комбрига» з червня 1941 року. На початку війни 67-й стрілецький корпус був перекинутий на Західний фронт (потім на Центральний фронт) і в складі 21-ї армії брав участь у оборонних боях на Смоленському напрямку. З 13 жовтня 1941 року — начальник гарнізону Харкова, з листопада 1941 року — заступник командувача військами Брянського фронту і командувач групою військ правого крила цього фронту. Генерал-майор з 9 листопада 1941 року
З лютого по травень 1942 року — командувач 3-ю армією в резерві Ставки ВГК. З травня 1942 року — заступник командувача 40-ю армією Брянського фронту, брав участь в Воронезько-Ворошиловградській оборонній операції, був важко поранений в тих боях. Після одужання в початку вересня 1943 року призначений командувачем 47-ю армією Воронезького фронту. Генерал-лейтенант з 20 жовтня 1943 року. Війська цієї армії одними з перших вийшли до Дніпра в ході Чернігівсько-Полтавської стратегічної операції і 25 вересня форсували його в районі села Студенця південніше Букрина, у наступних боях утримали плацдарм і значно розширили його.
З жовтня 1943 року і до кінця війни генерал П. Ф. Жмаченко командував 40-ю армією на 1-му і 2-му Українських фронтах. Виявив себе талановитим воєначальником в Житомирсько-Бердичівській, Корсунь-Шевченківській, Умансько-Ботошанській, Яссько-Кишинівській, Бухарестсько-Арадській, Дебреценській, Будапештській, Братиславсько-Брновській і в Празькій наступальних операціях. Генерал-полковник з 29 травня 1945 року.

#### Повоєнні роки
Після війни продовжував служити в Радянській Армії на командних посадах. У 1947 році закінчив Вищі академічні курси при Вищій військовій академії імені К. Є. Ворошилова. Був командуючим армією, помічником Головнокомандувача Центральної групою радянських військ в Австрії, заступником командувача військ Білоруського військового округу, 1-м заступником командувача військ Прикарпатського військового округу (у листопаді 1953 — січні 1955 року). У 1955–1966 роках — голова Комітету ДТСААФ Української РСР. Обирався депутатом Верховної Ради СРСР 2-го скликання (1946–1950 роки).

### У відставці
З 1960 року генерал-полковник П. Ф. Жмаченко у відставці за хворобою. Жив у Києві в будину по вулиці Десятинній, 13. Помер 19 червня 1966 року. Похований в Києві на Байковому кладовищі.

## Звання та нагороди
25 жовтня 1943 року, за форсування Дніпра і утримання плацдарму на південь від Києва, командувачу 47-ю армією Воронезького фронту генерал-лейтенанту Жмаченку присвоєно Пилипу Федосійовичу звання Героя Радянського Союзу.
Також нагороджений:
- 2-ма орденами Леніна (25.10.1943, 21.02.1945)
- 4-ма орденами Червоного Прапора (22.02.1938, 1.09.1943, 3.11.1944, 24.06.1948)
- орденом Суворова 1-го ступеня (17.05.1944)
- орденом Кутузова 1-го ступеня (28.04.1945)
- 2-ма орденами Богдана Хмельницького 1-го ступеня (10.01.1944, 13.09.1944)
- орденом Червоної Зірки (6.12.1965)
- орденом «Знак Пошани» (16.08.1936)
- медаллю «ХХ років РСЧА»
- іншими медалями та іноземними відзнаками

## Пам'ять
Його іменем в 1968—2022 роках була названа вулиця в Дніпровському районі Києва. На ній на будинках № 4 і № 18 в 1975 році встановлені гранітні анотаційні дошки (архітектор А. Д. Корнєєв).
В 1967 році в Києві, на будинку Республіканського комітету ДТСААФ УРСР по проспекту Берестейському № 52/2, який з 1955 по 1960 рік очолював Пилип Жмаченко, встановлена мармурова меморіальна дошка. Того ж року мармурову меморіальну дошку встановлено на будинку по вулиці Десятинній, 13 в Києві, де з 1946 по 1966 рік Жив Пилип Жмаченко. В 1978 році вона була замінена на гранітну (архітектор А. Д. Корнєєв).